# سليم الموسى
سليم أحمد حسن الموسى (1940-) هو كاتب أردني، ولد في جنين، وهو عضو في رابطة الكتاب الأردنيين، وفي الاتحاد العام للأدباء والكتاب العرب، والمجلس العربي للطفولة والتنمية بالقاهرة، تخرج من دار المعلمين بعمّان عام 1960، وحصل على بكالوريوس فلسفة وعلم نفس من جامعة بيروت العربية عام 1977، وحصل على دورة إدارة عليا من معهد الإدارة عام 1996، بدأ حياته معلمًا في مدارس وزارة التربية والتعليم الأردنية، ونُقل إلى إدارة النشاطات التربوية في الوزارة، عضوًا، فرئيس قسم النشاط العلمي والثقافي، فمديرًا لدائرة المسرح والفنون، ومديرًا للتعليم العام والتعليم الخاص حتى تقاعده.
عمل مستشارًا تربويًا في دار الروّاد للنشر والتوزيع، وأصدر العشرات من كتب الأطفال التعليمية والثقافية، بدأ كتابة الشعر في المرحلة الثانوية، واتجه لكتابة الرواية بعد التقاعد، والتفرغ للكتابة.

## مؤلفاته
صدرت له عدة أعمال منها:
- «تداعيات»، 2014.

### روايات
- «أشواك وياسمين»، رواية، دار يافا للنشر والتوزيع، 2012.
- «زمن الحيتان»، رواية، مركز الكتاب الأكاديمي، 2012.[4]
- «مقام الانتظار»، رواية، دارالخليج للنشر والتوزيع، 2012.
- «من كان بلا خطيئة»، رواية، دار يافا للنشر والتوزيع، 2013.[5]
- «الجميلة والوحش»، 2016.
- «لا باب في الصحراء»، 2015.
- «أنت تستحق أكثر»، 2018.

### دواوين شعرية
- «المفردات»، ديوان شعر، أمانة عمان الكبرى، 2010.[6]
- «الدّم المباح» (ديوان شعر)، 2016.
- «سيدتي بغداد»، ديوان شعر، دار الخواجا للنشر والتوزيع، 1993.[7]
- «في مملكة حواء» (ديوان شعر)، 2015.
- «خطوط متقاطعة»، ديوان شعر. الروّاد للنشر والتوزيع، 2005.
- «حديث القصيدة» (شعر)، 2015.
- «قال الراوي»، شعر، دار يافا للنشر والتوزيع، 2013.
- «عطر القلوب»، 2017.

### نصوص
- «زوايا حادة» نصوص وزارة الثقافة، الكرك مدينة الثقافة 2009.[8]
- «الفراشات واللهب»، معان مدينة الثقافة، وزارة الثقافة، 2011.
- «برقين أم الزيتون أم الشهداء»، 2011.
- «قلم مبري» (نصوص)، 2015.
- «أماكن في القلب»، 2017.
- «أوراق العافية»، 2017.
- «مختارات أدبية»، 2018.
- «أنا فلسطين.. فمن أنتم ؟»

### دواوين شعرية للأطفال
- «أناشيد الجيل الواعد، ديوان شعر، المطابع التعاونية، 1997
- «دنيا ودين» ديوان شعر للأطفال، مركز الكتاب الأكاديمي، 2004
- «أناشيد الروّاد»، أناشيد للأطفال، دار الرواد، 2007
- «حبيبتي هيا» (ديوان شعر) 2013
- «قالت تلك الطفلة»، شعر للأطفال، وزارة الثقافة، الرواد، 2009

### كتب تعليمية للأطفال
- «أحبّ لغتي» (جزأين – تعليمي لرياض الأطفال)، دار الرواد، 2013
- «المنهج» جزأين، القراءة العربية، رياض الأطفال، تأليف مشترك 2007
- «المنهج في الرياضيات» (جزأين – رياض الأطفال)، 2010
- «الإملاء البسيط» (4 أجزاء)،الروّاد 2009
- «مهاراتي ومعلوماتي»، 26 جزء للأطفال، تأليف مشترك، الرواد 2010
- «رواد الرياضيات»، الكتاب الثالث، الرواد، 2011
- «رواد العربية»، الكتاب الثالث، الرواد، 2011
- «بستان الأمل» (جزأين – مهارات تعليمية لذوي الحاجات الخاصة “، 2013

### كتب ثقافية للأطفال
- «المسرح المدرسي»، نصوص مسرحية، مطابع الإيمان، 1995.
- «حكايات مدرسية»، نصوص، مطابع الأسواق، 1996.
- «ممكن لحظة – الجزء 1» (نصوص)، المطابع التعاونية 1998
- «ممكن لحظة – الجزء 2» (نصوص)، المطابع التعاونية 2000
- «حكايات كريم» (قصص للأطفال)، 2015
- «سلسلة حكايات عمر» 12 قصة للأطفال – دار الروّاد، 2007
- «حكايات أصدقاء الغابة»، 8 أجزاء، الرواد، 2009
- «من بساتين الإسلام» قصص للأطفال، دار المأمون، 2011.[9]
- «السلسلة العلمية»، 6 أجزاء، دار الروّاد، 2007
- «السلسلة المهنية»، 4 أجزاء، الرواد، 2008
- «رياحين الجنة»، صحابيات جليلات، دار المنهل 2011
- «قصص القرآن» 12 جزءا، الروّاد، 2009
- «خبراتي الاجتماعية» (جزأين – تأليف مشترك)،الرواد 2008
- «سلسلة رحلات تعليمية»، 10 أجزاء، دار الروّاد، 2008
- «سيوف الحق»، صحابة رسول الله الكريم، 30 جزء، الرواد 2009

## جوائز
- جائزة النصوص الغنائية، مهرجانات أغنية الطفل العربي.
- جائزة النص الغنائي في المهرجان الثامن لأغنية الطفل العربي، 2002.
- جائزة النص المسرحي، وزارة التربية والتعليم، 2000.
- وسام الهلال الأحمر الأردني الفضي، 1999.
- وسام الهلال الأحمر الأردني الذهبي، 2012.